# هاري كروكر
هاري كروكر (بالإنجليزية: Harry Crocker)‏ هو ممثل أمريكي، ولد في 2 يوليو 1893 في سان فرانسيسكو في الولايات المتحدة، وتوفي في 23 مايو 1958 في بيفرلي هيلز في الولايات المتحدة.

## وصلات خارجية
- هاري كروكر على موقع IMDb (الإنجليزية)
- هاري كروكر على موقع قاعدة بيانات الفيلم (الإنجليزية)